# Eduardo Maglioni
Eduardo Andrés Maglioni (14 de abril de 1946, Reconquista, Provincia de Santa Fe) es un futbolista argentino retirado. El club donde más se destacó fue Independiente, de la Primera División de Argentina.
Maglioni jugaba de centrodelantero y era ambidiestro.

## Trayectoria
Comenzó su carrera en las inferiores del Club Atlético Rosario Central de la Provincia de Santa Fe. Luego pasó al Club Atlético Sarmiento de Resistencia, Chaco. Una de sus mejores actuaciones con la casaca aurirroja, fue un partido contra el Santos FC de Pelé, donde Sarmiento empató 1 a 1 con gol de Maglioni. Su actuación, despertó el interés de la dirigencia del Club Independiente de Avellaneda.
Jugó en Independiente, entre 1969 y 1973, 135 partidos oficiales y marcó 58 goles. Fue campeón con el club de Avellaneda en los Metropolitanos 1970 y 1971, la Copa Libertadores de 1972 y 1973, la Interamericana de 1972 y Copa Intercontinental de 1973. Tiene el récord de goles en menos tiempo: tres goles en un 1 minuto 51 segundos.
En 1972 jugó la final de la Copa Libertadores de América estando desgarrado y convirtió los 2 goles con que Independiente derrotó 2 a 1 a Universitario de Perú.
También jugó en Huracán en 1974 y en el Club Atlético Tigre (Primera "B" de 1977).

### Su récord
El 18 de marzo de 1973, Independiente derrotó a Gimnasia y Esgrima por la tercera fecha del Torneo Metropolitano. 
El primer tiempo había concluido ganando 1–0 los locales, con gol del uruguayo Ricardo Pavoni. Al iniciarse el segundo tiempo Eduardo Maglioni transformó esa victoria de mínima diferencia en una goleada. Convirtió tres goles consecutivos en menos de 1 minuto 51 segundos.
Las formaciones de los equipos:
- Independiente: Santoro; Commiso, Miguel Ángel López, Sa, Pavoni; Martínez, Montero Castillo, Semenewicz; Balbuena, Maglioni y Mendoza. Entrenador:Humberto Maschio.

- Gimnasia y Esgrima: Guruciaga; Gonzalo, Gotfrit, García, Carnevale; Della Savia, Pedraza, Palacio; Pignani, Bulla y Villagra. Entrenador: José Varacka.

Árbitro: Roberto Goicoechea.
- Fuente:[5]

## Clubes
| Club                        | País      | Año       |
| --------------------------- | --------- | --------- |
| Sarmiento de Resistencia    | Argentina | 1966-1968 |
| Independiente de Avellaneda | Argentina | 1969-1973 |
| Club Atlético Huracán       | Argentina | 1974      |
| Millonarios                 | Colombia  | 1974-1975 |
| Atlético Nacional           | Colombia  | 1976      |
| Unión Magdalena             | Colombia  | 1976      |

## Palmarés

### Como futbolista

#### Torneos nacionales
| Título           | Club          | País      | Año    |
| ---------------- | ------------- | --------- | ------ |
| Primera División | Independiente | Argentina | M-1970 |
| Primera División | Independiente | Argentina | M-1971 |

#### Torneos internacionales
| Título                | Club          | Sede        | Año  |
| --------------------- | ------------- | ----------- | ---- |
| Copa Libertadores     | Independiente | Avellaneda  | 1972 |
| Copa Libertadores     | Independiente | Montevideo  | 1973 |
| Copa Interamericana   | Independiente | Tegucigalpa | 1972 |
| Copa Intercontinental | Independiente | Roma        | 1973 |
| Copa Libertadores     | Independiente | Santiago    | 1974 |